# Banka Aristova
Koordinaten: 74° 25′ S, 138° 12′ W
Die Banka Aristova (englisch; russisch Аристова банка Aristowa banka) ist eine Bank im Südlichen Ozean. Sie liegt vor der Hobbs-Küste des westantarktischen Marie-Byrd-Lands.
Russische Wissenschaftler nahmen ihre Benennung vor.